# 竹内友哉
竹内 友哉（たけうち ともや、1989年1月25日 - ）は、日本の俳優。埼玉県出身。血液型B型。サンミュージックブレーン所属。身長173cm。
2004年10月「3年B組金八先生 第7シリーズ」で芸能界デビュー。

## 出演

### テレビドラマ
- 3年B組金八先生（TBS） - 小野孝太郎役
  - 第7シリーズ（2004年10月15日 - 2005年3月25日）
  - スペシャル11『未来へつなげ 3B友情のタスキ〜たった一人の卒業式…3Bの絆は再び迫る薬物依存の魔の手から仲間を救い出せるのか!?』（2005年12月30日）
  - 3年B組金八先生ファイナル〜『最後の贈る言葉』（2011年3月27日）
- WATER BOYS 2005夏（2005年8月19日・20日、フジテレビ） - 文男役
- プロポーズ大作戦（2007年4月 - 6月、フジテレビ） - クラスメイト役
- 生徒諸君! 第4話（2007年5月11日、テレビ朝日） - フリースクールの生徒役
- 金曜プレステージ　おばさんデカ桜乙女の事件ファイナル（2007年9月28日、フジテレビ）
- 世にも奇妙な物語'07秋の特別編『同窓会』（2007年10月2日、フジテレビ） - 次郎役
- ドラマ30　お・ばんざい! 第34話（2007年10月18日、TBS）
- 金曜プレステージ　鯨とメダカ（2008年5月9日、フジテレビ）
- 月曜ゴールデン 占い師みすず　事件は運命の彼方に3（2008年6月23日、TBS）
- 水曜ミステリー9 森村誠一サスペンス 警視庁捜査一課殺人犯 刑事の証明（2008年7月、テレビ東京） - 慎一役
- 打撃天使ルリ 第1・2話（2008年7月25日・8月1日、テレビ朝日） - ナオ役
- ここはグリーン・ウッド 第10話（2008年9月 - 、TOKYO MX他）
- 愛の劇場 大好き!五つ子 第15・25話（2009年3月13日・27日、TBS） - 細野誠役
- 7万人探偵ニトベ 第1話（2009年4月23日、BS朝日）
- 勝利の女神〜love＆4（2009年10月9日・16日・23日・30日、チバテレビ）
- インディゴの夜（2010年2月、東海テレビ） - ￥（円谷）役
- ハンマーセッション1話（2010年7月10日、TBS）
- 月曜ゴールデン釣り刑事2(2011年5月、TBS）
- 四つ葉神社ウラ稼業 失恋保険〜告らせ屋〜 第9話（2011年6月2日、読売テレビ） - 大学生役
- 金曜プレステージ浅見光彦シリーズ41 佐渡伝説殺人事件（2011年9月16日、フジテレビ）
- 水曜ミステリー9 鑑識特捜班・九条礼子〜骨を知る女〜1（2012年2月22日、テレビ東京） - 中西駿介役
- 水曜ミステリー9 内田康夫サスペンス 多摩湖畔殺人事件（2012年7月18日、テレビ東京）
- 水曜ミステリー9 刑事の証明4（2012年10月31日、テレビ東京）
- 水曜ミステリー9 介護ヘルパー紫雨子の事件簿2（2013年9月4日、テレビ東京） - 圭一役
- 2夜連続大型ドラマ LEADERS リーダーズ（2014年3月23日、TBS）
- SMOKING　GUN 第2話（2014年4月16日、フジテレビ）
- どす恋ミュージカル（2015年7月12日より配信、dTV）

### 映画
- ラフ ROUGH（2006年）
- パッチギ! LOVE&PEACE（2007年）
- 包帯クラブ（2007年）
- 那須少年記（2008年） - 近藤力男役
- 次郎長三国志（2008年）

### CM
- 江崎グリコ ポッキー 「はじけて学園天国篇」（2008年）
- 大洋薬品（現・武田テバファーマ） 「人がすこやかであるために・卒業アルバム篇」（2009年）
- アコム（2013年 - ）
- サントリー BOSS贅沢微糖「スワンボート篇」（2014年）
- 大正製薬 大正漢方胃腸薬 「フードハンター・焼肉篇」（2015年）
- アサヒ飲料 十六茶W（2015年）
- ダイエー「おいしいと言わせたい！ダイエーの天ぷら大サク戦篇」（2015年）